# Relaciones Guatemala-Kazajistán
Las relaciones Guatemala-Kazajistán son las relaciones internacionales entre Kazajistán y Guatemala. Los dos países establecieron relaciones diplomáticas el 2 de abril de 2009.

## Relaciones diplomáticas
Guatemala y Kazajistán establecieron relaciones diplomáticas el 2 de abril de 2009.
El 2 de septiembre de 2011 ambos países formalizaron el diálogo y firmaron un acuerdo conjunto en Moscú para reafirmar sus lazos bilaterales. Guatemala maneja un embajador concurrente para Kazajistán desde Rusia, y Kazajistán mantiene un embajador concurrente para Guatemala desde México y se comprometieron a desarrollar y fortalecer los lazos de amistad y cooperación entre los dos países.
Kazajistán es una de las economías más importantes de Asia Central y cuenta con grandes reservas energéticas. Actualmente, los kazajos mantienen relaciones diplomáticas no solo con varios países europeos y Rusia, sino también con varias naciones latinoamericanas. En agosto de 2017, Guisela Atalida Godínez Sazo, Embajadora Extraordinaria y Plenipotenciaria de Guatemala en la Federación de Rusia, concurrente ante el Gobierno de la República de Kazajistán presentó sus cartas credenciales a Gulshara Abdikalykova, Secretaria de Estado kazaja.
Guatemala participó en la Expo Astaná 2017.